# ヒューリック
ヒューリック株式会社（英: Hulic Co., Ltd.）は、東京都中央区日本橋大伝馬町に本社を置く不動産の保有賃貸業・投資開発事業を柱とする不動産会社。旧富士銀行（現みずほ銀行）の店舗、社宅等の不動産を多く保有しており、みずほフィナンシャルグループとの関係が強い。

## 概要
1957年（昭和32年）3月に、富士銀行（現：みずほ銀行）が所有する不動産を母体に、日本橋興業株式会社として設立。2007年（平成19年）1月に、商号をヒューリック株式会社に変更。 HUMAN・LIFE・CREATEの頭文字から名づけられた。現在は芙蓉会にも参加している。
2008年（平成20年）11月に、東京証券取引所市場第一部に株式を上場。2010年（平成22年）7月に、不動産賃貸会社である千秋商事株式会社と芙蓉総合開発株式会社を合併し、同時に保険事業について会社分割を行い、ヒューリック保険サービス株式会社に承継させた。
2011年（平成23年）12月20日に、昭栄株式会社と経営統合することで基本合意。2012年（平成24年）7月1日に、昭栄株式会社がヒューリック株式会社（初代）を合併する逆さ合併の形式をとったが、同日付で昭栄株式会社からヒューリック株式会社（2代目）に商号変更した。実質的にヒューリックによる昭栄の吸収合併である。
2012年（平成24年）10月より、現在の日本橋大伝馬町の新社屋に本社を移転している。都心の一等地に立地する中規模のオフィスビルの建替による賃貸面積の増加で成長を遂げてきた。みずほフィナンシャルグループを主要テナントとしている。立地の良さから全物件の平均空室率は1%以下（2017年12月末時点で0.4%）となっている。
社会貢献活動として将棋に注力しており、2018年（平成30年）4月より産経新聞社主催の棋戦「棋聖戦」に特別協賛しているほか、2019年（平成31年、令和元年）より女流タイトル戦の「清麗戦」を主催。清麗戦の優勝賞金は700万円で、女流タイトル戦としては序列1位であった。2020年、女流で8つ目となる新タイトル戦「ヒューリック杯・白玲（はくれい）戦」を創設。優勝賞金は女流棋戦史上最高額の1500万円（税別）。「清麗戦」は、主催者がヒューリックから大成建設に変更となった。2023年には将棋会館を購入し、日本将棋連盟本部は2024年竣工のヒューリック将棋会館千駄ヶ谷ビル1階に移転することが決定した。2025年、棋聖戦と白玲戦の優勝賞金をそれぞれ総額5000万円に増額することを発表した。

## 沿革
昭栄株式会社
（現存続会社、ヒューリック社を吸収合併後にヒューリック株式会社に社名変更）
ヒューリック株式会社（旧日本橋興業株式会社）
- 1957年（昭和32年）
  - 3月 - 不動産業務、保険代理店業務等を目的として、東京都中央区八重洲に資本金3千万円にて日本橋興業株式会社の商号で設立。日本橋富士ビル取得（区分所有）
  - 6月 - 損害保険代理店業務を開始
- 1960年（昭和35年）
  - 6月 - 阪都不動産管理株式会社（現ヒューリックビルマネジメント株式会社）設立（現連結子会社）
- 1965年（昭和40年）
  - 11月 新橋富士ビル（現ヒューリック新橋ビル）竣工、新宿富士ビル（現ヒューリック新宿ビル）竣工
- 1974年（昭和49年）4月 - 銀座富士ビル（現ヒューリック銀座ビル）竣工、東大手ビル竣工
- 1978年（昭和53年）11月 - 青山富士ビル（現ヒューリック青山ビル）竣工
- 2000年（平成12年）11月 - 小舟町Fビル（現ヒューリック小舟町ビル）等15ビルを保有する株式会社フォワードビルディングを合併
- 2001年（平成13年）4月 - かけ橋企画株式会社（現ヒューリックビルド株式会社）設立（現連結子会社）
- 2007年（平成19年）
  - 1月 - 商号をヒューリック株式会社に変更
- 2008年（平成20年）11月 - 東京証券取引所市場第一部に株式を上場
- 2010年（平成22年）
  - 7月 - 保険代理店事業をヒューリック保険サービス株式会社に会社分割
  - 7月 - 千秋商事株式会社及び芙蓉総合開発株式会社と合併
- 2011年（平成23年）
  - 3月 - ヒューリック銀座数寄屋橋ビル竣工
  - 4月 - ヒューリックホテルマネジメント株式会社設立（現連結子会社）
  - 7月 - 千秋オフィスサービス株式会社（現ヒューリックオフィスサービス株式会社）を子会社化（現連結子会社）
- 2012年（平成24年）
  - 7月 - 昭栄株式会社に吸収合併（逆さ合併）し解散。昭栄は商号をヒューリック株式会社に変更

ヒューリック株式会社（2代目）
- 2012年（平成24年）
  - 8月 - 「THE GATE HOTEL 雷門 by HULIC」を開業[15]。
  - 10月 - ヒューリック本社ビル竣工、本社を移転
  - 12月-新株発行に伴い、資本金219億5100万円に増資。
- 2013年（平成25年）
  - 4月 - ヒューリックリートマネジメント株式会社設立（現連結子会社、ヒューリックリート投資法人の資産運用会社）
- 2014年（平成26年）
  - 2月 - ヒューリックプロサーブ株式会社設立（現連結子会社）
  - 10月-ヒューリック新宿ビル竣工
- 2015年（平成27年）
  - 1月 - スマート・ライフ・マネジメント株式会社設立
  - 5月 -新株発行に伴い、資本金626億1700万円に増資
  - 12月1日 - 株式会社シンプレクス・インベストメント・アドバイザーズを吸収合併。

- 2016年（平成28年）
  - 5月-グランドニッコー東京台場（底地）を取得
  - 7月1日-株式会社エスアイエイ・ソリューションズおよび号有限会社グローバル・リート・パートナーズC号を合併
  - 9月-日本障がい者バドミントン連盟とオフィシャルゴールドパートナー契約を締結。
  - 11月-ヒューリックプライベートリートマネジメント株式会社設立
- 2017年（平成29年）　　
  - 5月-HULIC &New SHIBUYA 竣工　（初の自社開発商業施設）
  - 8月-ヒューリックプロパティソリューション株式会社設立
- 2018年（平成30年）
  - 4月-ヒューリック杯棋聖戦への協賛
  - 7月-ヒューリックふふ株式会社を子会社化
  - 10月‐ふふ河口湖開業
  - 10月-HULIC SQUARE TOKYO 開業（4F～13F THE GATE HOTEL 東京by HULIC)
- 2019年（平成31年/令和元年）
  - 1月-ヒューリックプレミアムクラブ日本橋（会員制クラブ）開業、女流新棋戦「ヒューリック杯清麗戦」への協賛を開始
  - 9月-日本ビューホテルを株式交換により完全子会社化[16]。
- 2024年（令和6年）
  - 5月ｰ株式会社リソー教育をTOBにより子会社化。
  - 9月-株式会社レーサムをTOBにより子会社化[17]。

## 歴代社長
| 代 | 氏名     | 在任期間        | 出身校                 | 備考 |
| -- | -------- | --------------- | ---------------------- | ---- |
| 1  |          | 1957年 - ?年    |                        |      |
| ?  | 西浦三郎 | 2006年 - 2016年 | 早稲田大学第一政経学部 |      |
| ?  | 吉留学   | 2016年 - 2022年 | 東京大学法学部         |      |
| ?  | 前田隆也 | 2022年 -        | 東京大学工学部         |      |

## 関連会社
- ヒューリック保険サービス - 連結子会社、保険代理店業。
- ヒューリックホテルマネジメント - ザ・ゲートホテルブランドの運営。
- ヒューリックビルド
- ヒューリックビルマネジメント
- ヒューリックオフィスサービス
- ヒューリックリートマネジメント
- ヒューリックプロサーブ
- スマート・ライフ・マネジメント
- アヴァンティスタッフ
- ヒューリックプライベートリートマネジメント
- ヒューリックプロパティソリューションズ
- ヒューリックふふ - カトープレジャーグループとの合弁、旅館「ふふ」を経営[18]。
- ヒューリックビズフロンティア、国内レンタルオフィス・バーチャルオフィス「CROSSCOOP（クロスコープ）」を運営[19][20]。

## 主要な保有不動産
※（）内は主要なテナント

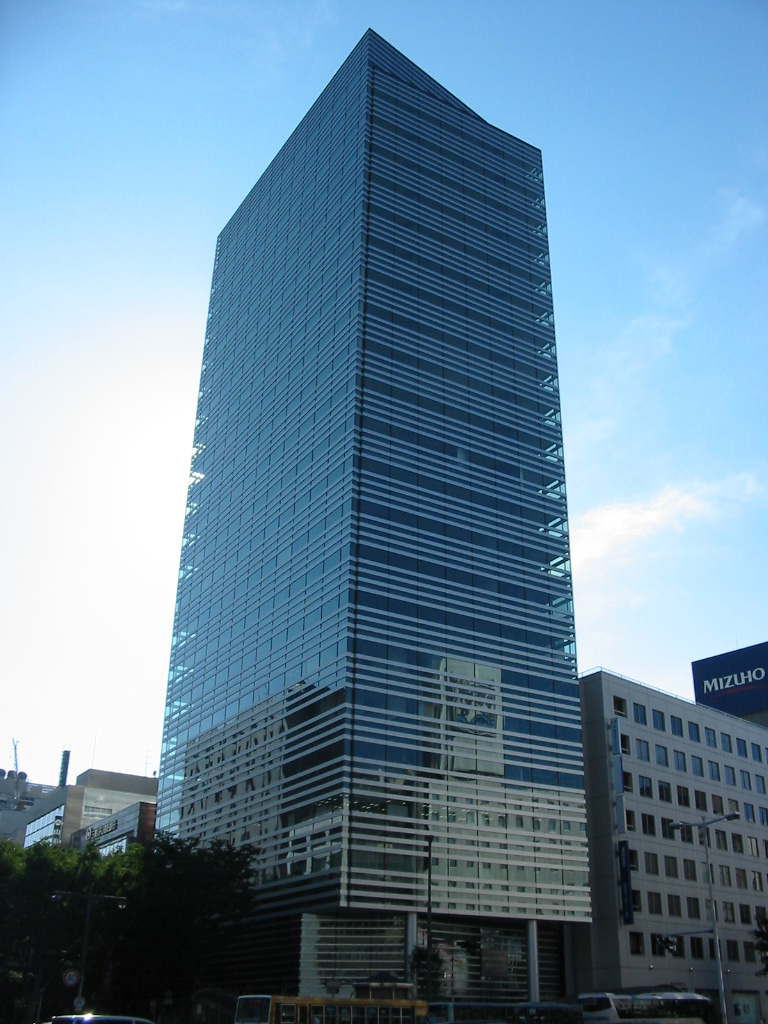
仙台ファーストタワー事務所棟

- ヒューリック本社ビル（当社が本社オフィスとして使用）
- ヒューリック銀座数寄屋橋ビル（GAP、みずほ銀行銀座支店）
- ヒューリック銀座ビル（みずほ銀行銀座中央支店）
- ヒューリック銀座7丁目ビル（リクルート）
- ヒューリック銀座ワールドタウンビル（PRADA）
- ヒューリック銀座2丁目ビル（メルキュールホテル銀座東京）
- ヒューリック兜町ビル（アヴァンティスタッフ本社）
- ヒューリック青山ビル（みずほ銀行青山支店）
- ヒューリック青山第二ビル（旧 SIA青山ビル）
- ヒューリック麹町ビル（みずほ銀行麹町支店）
- ヒューリック新橋ビル（みずほ銀行新橋支店）
- ヒューリック新宿ビル（みずほ銀行新宿支店等）
- ヒューリック雷門ビル（ザ・ゲートホテル雷門、Ozeki）
- ヒューリック浅草橋ビル（日立電線、法政大学地域センター）
- ヒューリックみなとみらい（コレットマーレ内・横浜ブルク13） - 2017年に土地を取得、今後は建物も取得予定
- 御茶ノ水ソラシティ（みずほ証券、杏林製薬、デジタルハリウッド大学）[21]
- HULIC &NEW SHIBUYA(商業）
- 渋谷 パルコ・ヒューリックビル（渋谷パルコ・デジタルガレージ）
- アリスタージュ経堂（京王電鉄）
- チャームプレミア深沢
- 仙台ファーストタワー（みずほ銀行、みずほ信託銀行）
- 心斎橋プラザビル・心斎橋フジビル
- HULIC SQUARE TOKYO（THE GATE HOTEL TOKYO by HULIC）
- ふふ河口湖
- 千駄ヶ谷センタービル - 建て替え後に日本将棋連盟本部が入居予定。
- 将棋会館 - 2023年に日本将棋連盟から購入。
- SMILE-UP.本社ビル - 旧SME乃木坂ビル → ジャニーズ事務所本社ビル。2024年6月取得[22]。
- HULIC SQUARE FUKUOKA TENJIN（ザ・ゲートホテル福岡 by HULIC）

また、2010年代後半からセブン&アイ・ホールディングスが運営している店舗の取得も積極的に行っており、2018年にイトーヨーカドー鶴見店（現・LICOPA鶴見）と川崎店、2021年8月に四街道店をそれぞれJXTGホールディングス（現・ENEOSホールディングス）と日本都市ファンド投資法人から取得した。この他に福島店も保有している。
その他、東京23区を中心とした駅至近の好立地に、オフィス・商業施設・ホテル・賃貸マンション・高齢者住宅等を数多く保有する。

## 受賞
- 日本経済新聞社による第21回「環境経営度調査」で不動産業界首位（8年連続）
- ヒューリック浅草橋ビルにおいて、DBJ（日本政策投資銀行） Green Building 認証制度（プラン認証）の最高ランク「プラチナ」取得（PPP物件で初）
- 仙台ファーストタワーにおいて、DBJ Green Building認証制度（プラン認証）の「ゴールド」取得
- アリスタージュ経堂やホスピタルメント武蔵野など複数の保有不動産において、ハビタット評価認証制度（JHEP）の評価ランクA以上を取得
- 虎ノ門ファーストガーデンにおいて、第9回「港区みどりの街づくり賞」受賞
- ヒューリック雷門ビル、ヒューリック本社ビルが、国土交通省の第1回「住宅・建築物省CO2先導事業」に選定
- ヒューリック本社ビルにおいて、DBJ Green Building 認証制度（プラン認証）の最高ランク「プラチナ」取得（中規模ビルで初）
- ヒューリック虎ノ門ビルおよびヒューリック新宿ビルにおいて、DBJ Green Building 認証制度の最高ランク「5つ星」取得
- ヒューリック本社ビルにおいて、第26回「日経ニューオフィス賞」受賞[25]
- 2017年に実施されたGRESB調査において、最高位の「Green Star」の評価を取得。
- 公益法人世界自然保護基金(WWF)ジャパンの特別協力を得て設立された、第25回「地球環境大賞」で国土交通大臣賞を受賞
- 2015年「ダイバーシティ経営企業100選」を受賞
- 2016年度「なでしこ銘柄」に選定
- HULIC &New SHIBUYA 2018年度　Good Design 賞受賞

## 広報活動
- 2022年世界バドミントン選手権大会 - BWF主催のパラ部門でダイハツ工業とともにタイトルスポンサー。
- 棋聖戦 (将棋) - 産経新聞社主催。「ヒューリック杯棋聖戦」として特別協賛。
- 白玲戦・女流順位戦 - ヒューリック主催の将棋の女流棋戦。
- 清麗戦 - かつて主催した将棋の女流棋戦。白玲戦創設後は主要株主の大成建設に協賛が移行された。